# Gilda Razani

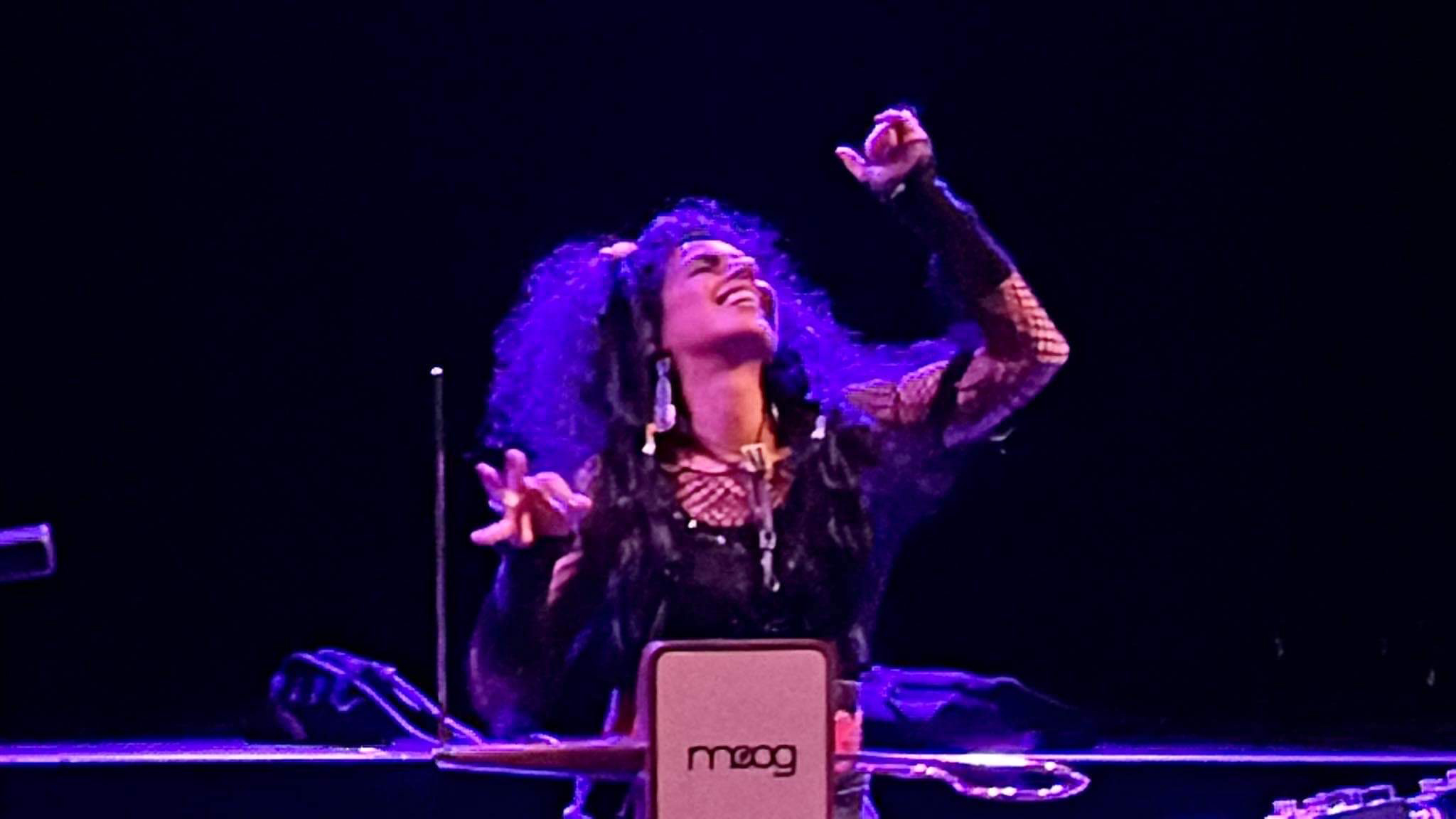
Gilda Razani mit einem Moog-Theremin (2022)

Gilda Razani (persisch گیلدا رازانی; * 23. September 1973 in Teheran, Iran) ist eine deutsch-iranische Musikerin (Theremin, Saxophon, auch Blaswandler), Komponistin und Musikproduzentin.

## Leben und Wirken
Razani stammt aus einem musikalischen Elternhaus und studierte Saxophon an der Musikhochschule Detmold, wo sie mit der künstlerischen Reifeprüfung 1997 absolvierte;  weiterhin absolvierte sie einen Meisterkurs für Saxophon bei Sigurd Rascher.
Razani spielte im Jugendjazzorchester NRW und führte 1992 als Saxophonsolistin unter der Leitung von Karlheinz Stockhausen sein Werk Sternenklang mit Simon Stockhausen auf. Von 2010 bis 2016 erlernte sie bei Lidija Kawina, der Großnichte von Leon Theremin und bei Carolina Eyck das Spielen auf dem Theremin bzw. Termenvox.
Seit 2002 arbeitet Razani in ihren eigenen Bands mit dem Pianisten, Komponisten und Keyboarder Hanzō Wanning zusammen: Aus dem Duo Gilda Razani/Hanzō Wanning, gegründet 2001, entstand 2002 die Gilda Razani Group. Das Quintett mit u. a. Rhani Kriija, Perkussion, und Hans Steinmeier, Gitarre, spielte eigene Modern-Jazz-Kompositionen. In der Folge konzertierte sie europaweit, u. a. in Litauen, Estland, Großbritannien, Italien, Rumänien, Russland, aber auch in den Vereinigten Staaten. Sie spielte auf Festivals wie dem Afterhills Festival (Rumänien), Fusion Festival (Deutschland), Les Digitales (Schweiz), Jazzprovince Festival (Russland) und den Leverkusener Jazztagen.
Razani gründete 2003 Gilda Razani & Sub.vision, für deren drei Alben sie auch komponierte.Bandmitglieder waren u. a. Thomas Alkier Drums, Bruno Speight E-Gitarre, Martin Furmann Bass, Oliver Siegel Synthesizer und Benny Mokross Percussion. 
Aus Sub.vision entstand 2014 die Formation About Aphrodite, die vier Alben mit Musik von Razani veröffentlichte.
2022 spielte sie den Thereminpart in dem Stück Twilight Zone / Twilight Tone auf dem grammynominierten Album Fifty des amerikanischen Vokal-Quartetts The Manhattan Transfer mit dem WDR Funkhausorchester, arrangiert von Vince Mendoza. Razani konzertierte 2023 als Theremin-Solistin im Konzerthaus Dortmund mit der StarTrek-Filmmusik und Orchester.
Razani spielte von 2003 bis 2009 in der Weltmusik-Großformation Transorient Orchestra Sopransaxophon und wirkte mit auf den Alben Karadeniz 2005 und Live im Katakomben Theater 2009. Razani formierte 2005 die international besetzte Frauenband Hikary mit Natsuko Inada, Piano, Japan, Alexandra Gerhard-García, Drums, Venezuela, Patty Stucky, Vocals/Elektronik, Schweiz und Bettina Hagemann, Violine/Bass, Deutschland mit eigenen Kompositionen im Bereich des Jazz und der Rockmusik. Sie konzertierten u. a. mehrmals in Italien, so 2006 auf dem ersten europäischen Frauenfestival in Modena/Italien und 2009 in Rom und Frascati/Italien.
Seit 2006 gehört Razani zur Crossover-Großformation The Dorf, mit der sie mehrere Alben einspielte; mit der Gruppe erhielt sie 2013 den Jazzpreis Ruhr. und 2020 den WDR-Jazzpreis. Weiterhin wirkte sie 2022 mit eigenen Thereminkompositionen auf dem Album Modular Session 15 – 'The Battle of the Robots' von Mark Jenkins mit.
Von 2014 bis 2019 war Razani Dozentin für Saxophon und Theremin an der Technischen Universität Dortmund. Seit 2015 produziert sie Hörspielmusik und Filmmusik für den Westdeutschen Rundfunk Köln und die ARD.

## Diskographische Hinweise
Als Duo Razani/Wanning
- 2002: Duo live (Munichrecords)

Als Gilda Razani & Sub.vision
- 2005: Bazaar (Traumton Records)[9]
- 2009: Remembrance (Timelinerecords)[10][11]
- 2012: Nashira (ESC Records)[12]

Mit About Aphrodite
- 2014: Ocean Lily (Aztek Electronic Music)[13][14]
- 2015: Factor X (Aztek Electronic Music)[13]
- 2018: Polaris (Floating World Records)[15][16][17]
- 2020: Future Memories (Floating World Records)[18][19]

Mit The Dorf
- 2021: Protest Possible[20]

Mit Manhattan Transfer
- 2022: Fifty (Manhattan Transfer mit dem WDR Funkhausorchester Köln, Craft Recordings)

## Weitere Werke

### Hörspielmusik
- 2018: Mit Volldampf durch die Wüste, WDR KiRaKa[21]
- 2019: Anne und die Bankräuber, WDR KiRaKa[22]
- 2020: Der Weihnachtsmann-Auflauf, WDR KiRaKa[23]
- 2021: Marie Ka Ih – Schluss mit Gurkensalat, WDR KiRaKa[24]
- 2023: Florentine Blix, WDR KiRaKa[25]

### Filmmusik
- 2015: #weltuntergang: Der Sommer, der ins Wasser fiel, Regie Christian Dassel, Clemens Gersch
- 2015: .#jesuischarlie:Ein Hashtag und die Folgen
- 2015: #fluechtlinge – was sind wir für ein Land[26]
- 2015: #germanwings – die Katastrophe. Rückblick und Gedenken
- 2016: #land_unter – Der Unwetter-Sommer
- 2016: #monsterstau – Stillstand ist unser Leben!
- 2017: #koelnhbf – die silvesternacht und ihre Folgen
- 2017: Schrecklichschön: Weihnachten (WDR)
- 2017: Schrecklichschön: Geschenke, Geschenke (WDR)
- 2017: Die schönsten Mausmomente
- 2018: Die Wunde meiner Stadt – Asli, Duisburg und die Loveparade,
- 2018: #jahrhundertsommer – Sonne satt und Schattenseiten